# Здравствена заштита избеглица
Здравствена заштита избеглица и расељених лица је важан сегмент међународног права људских права, које се заснива на Општој декларацији о Људским правима, Конвенцији Уједињених нација о статусу Избеглица и бројним међународним документима - конвенцијама, универзалним и регионалним декларацијама, смерницама међународних институција које се баве заштитом избеглица, као и на пракси надлежних међународних и националних органа.

## Проблеми
Због тешкоћа с којима се сусрећу на свом путу од матичне земље до земљу у којој траже уточиште мигранти  често долазе у лошем здравственом стању, трауматизовани и нарушеног менталног здравља. Многи од њих су преживели опасна путовања и боравили у лошим хигијенско-санитарним условима, нису имали никакву или су имали неодговарајућу храну, нису имали приступ пијаћој води и другим потребама.
Поред тога, искуство је показало да је велики број миграната и тражилаца азила доживео један или више менталних стресова или озбиљне психолошке проблеме. Једни су изгубили члана своје породице или пријатеља у току кретања, други су били жртве трговине људима или су били злостављани или су са повреда насталим у рату, и често пате од тешких поремећаја менталног здравља и потребна им је додатна психосоцијална подршка.

## Решавање питања здравствене заштите
Решавање питања здравствене заштите избеглица и интерно расељених лица засновано је на следећим принципима:
- поштовању људских права;
- уважавању људског достојанства сваког појединца;
- информисаности и добровољности одлука;
- партнерству свих релевантних актера;
- доступности права и услуга на једнаким основама за све;
- добробити избеглица и интерно расељених лица;
- активном учешћу избеглица и интерно расељених лица у проналажењу најбољих решења.

Сама миграција није фактор ризика за повећањa морбидитета или морталитета; међутим, мигранти могу наићи на околности током миграције које их чине рањивијим на болести, посебно на заразне болести. Због тога је потребно пратити све фазе процеса миграције како би се спречила појава болести. Многи од програма Светске здравствене организације за превенцију болести су усмерени на ХИВ / АИДС, туберкулоѕе и маларије. Информативне кампање, као и услуге скрининга, кључне су за спречавање ових болести и промовисање здравих навика. Слично томе, кампање за превенцију су кључне за контролу маларије .
Процена здравственог стања обично обухвата анамнезе, физички преглед, ментални здравствени преглед, лабораторијске претраге, рендгенске снимке груди, превентивне здравствене услуге и здравствену помоћ током пута.
Вакцинације су једна од најзначајнијих интервенција у јавном здравству. Оне штите појединце, као и заједнице, у земљама порекла и одредишта, спречавају појаву болести и ширење болести. Вакцинације такође служе за олакшавање интеграције миграната, посебно деце.
Збрињавање избеглица и расељених лица обухвата пружање хитног смештаја, здравствену заштиту, снабдевање храном и пијаћом водом, спајање раздвојених породица, психолошку подршку и стварање других услова за живот.

## Основни принципи здравствене заштите
Основни принципи на којима се заснива обезбеђење здравствене заштите избеглицама и расељеним лицима су:
- избеглице и расељена лица имају основно људско право на приступ здравственој заштити без обзира на расу, религију, политичка уверења, или економски и друштвени статус.
- једнакост и недискриминаторне политике здравствене заштите
- здравље избеглица и расељених лица не може се посматрати одвојено од здравља становништва земље домаћина већ је потребно интегрисати их у систем здравствене заштите,
- системи здравствене заштите треба да буду окренути људима, уз уважавање полних и културних разлика,
- систем здравствене заштите треба да укључи све владине организације и организације цивилног друштва, као и приватни сектор и удружења избеглица како би се нашло решење којим се обезбеђује добробит како популације земље домаћина тако и избеглица.

## Здравствена заштита избеглаца у Србији

### Законска регулатива
Здравствена заштита лица којима је одобрено право на уточиште или субсидијарну заштиту, као и тражилаца азила у Србији имају право на здравствену заштиту у складу са Законом о азилу и привременој заштити и прописима којима је уређена здравствена заштита странаца, и следећим међународним и националним законодавним оквирима,од кој их су у националном контексту, кључни:
- Закон о здравственој заштити („Службени гласник РС“, бр. 107/2005, 72/2009 - други закон, 88/2010, 99/2010, 57/2011, 119/2012, 45/2013 - други закон, 93/2014, 96/2015, 106/2015.)
- Закон о здравственом осгурању („Сл. гласник РС“, бр. 107/2005, 109/2005 – испр., 57/2011, 110/2012
- Одлука САД, 119/2012, 99/2014, 123/2014, 126/2014  и одлука САД,106/2015 и 10/2016 - др. закон) који регулишу здравствену заштиту странаца и избеглих лица,
- Закон о јавном здрављу („Службени гласник РС“, бр. 15/2016),
- Закон о азилу (Службени гласник РС”, бр. 109/2007),
- Правилник о здравственим прегледима лица која траже азил приликом пријема у центар за азил из 2008. године („Службени гласник РС“, бр. 93/2008).
- Закон о странцима („Службени гласник РС“, бр. 97/2008), укључујући
- Закон о управљању миграцијама („Службени гласник РС“, бр. 107/2012) који регулише, између осталог, рад Комесаријата за избеглице и миграције у домену сарадње са представницима система здравствене заштите на локланом нивоу, представљају оквир регулисаних права и обавеза у вези са пружањем здравствене заштите лицима која траже азил, којима је одобрен азил, мигрантима и страним држављанима. Законски оквир подразумева принцип недискриминације и инклузивности у здравствени систем, а мигрантској популацији би по закону требало да се обезбеђује здравствена заштита на исти начин као и домицилном становништву (Закон о здравственој заштити).[6]

### Начин остваривања здравствене заштите
У случају потребе за здравственом заштитом, ова категорија лица одлазе у Дом здравља на територији општинена којој су смештени приватно и; одрасле особе се јављају служби опште медицине, а деца до 18 год старости служби за здравствену заштиту деце предшколског и школског узраста.
У случају потребе за даљим испитивањем или лечењем, лекар опште медицине или педијатар издаје упут за специјалистички преглед у надлежној здравственој установи.
Здравствени прегледи се заказују, осим уколико се ради о хитном случају на основу процене медицинског особља надлежне здравствене установе.
У случају прописивања неопходних лекова од стране надлежних лекара, постоји могућност њиховог обезбеђивања преко Министарства здравља током трајања пројекта „Специјалне мере 6“.